# 대한국민당 (2021년)
대한국민당(大韓國民黨)은 2021년에 창당된 대한민국의 정당이다. 2022년에 잠시 개벽의시대(開闢의時代)로 변경했으나, 2023년에 도로 원래 이름으로 환원하였다.

## 주요 선거 결과

### 국회의원 선거
|  | 0% |

|  | 0.04% |

|  | 0% |